# 戰時教育令
《戰時教育令》（昭和20年5月22日勅令第320號）為太平洋戰争末期昭和20年(1945年)5月22日所公布之勅令（勅令320号）。事實上這是大日本帝國教育法規的全面停止措施。

## 概述
條文全文共6條。規定在戰爭期間，學生應忠於適當的職責且教職員工應主動在各個學校的基礎上組建學生團，以增加糧食產量、軍需生產、防空防衛和重要研究之處理。 如果受文部大臣徵招之學生因此而無法正常上學（包括戰死及負傷），依職權授於其畢業生身份；依該法授於臺灣總督、朝鮮總督、滿洲國駐箚特命全權大使、南洋廳長官同等之權限。
根據昭和20年(1945年)3月18日發布的《決戰教育措置要綱》，國民學校尋常科以外的其他課程於昭和20年(1945年)4月1日起停課一年，且正式法制化後並沒有規定此措施的終止期限，進一步引用《教育勅語》上諭來要求學生參加本土決戰來當作對國家最後的奉公義務。
昭和20年(1945年)10月6日降伏後，因《戰時教育令廢止件》（昭和20年10月6日勅令第564号）而廢止。

## 文獻
- 渡部徹「戰時教育令(原文:戦時教育令)」（『日本近現代史事典』（東洋經濟新報社、1979年） ISBN 978-4-492-01008-2）
- 小川利夫「戰時教育令(原文:戦時教育令)」（『国史大辞典 8』（吉川弘文館、1987年） ISBN 978-4-642-00508-1）
- 浦野東洋一「戰時教育令(原文:戦時教育令)」（『日本史大事典 4』（平凡社、1993年） ISBN 978-4-582-13104-8）
- 寺崎昌男「戰時教育令(原文:戦時教育令)」（『日本歴史大事典 2』（小學館、2000年） ISBN 978-4-09-523002-3）
- 戰時教育令 （页面存档备份，存于） - 文部科学省ウェブサイト

1. ↑  .   [2020-12-27]. （原始内容存档于2019-11-09）.
2. ↑  .   [2020-12-27]. （原始内容存档于2019-11-09）.